# Elijah Winnington
Elijah Winnington, född 5 maj 2000, är en australisk simmare.

## Karriär
I juli 2021 vid OS i Tokyo erhöll Winnington brons då han simmade försöksheatet på 4×200 meter frisim där Australien sedermera tog brons. Winnington slutade även på 7:e plats på 400 meter frisim samt 22:a plats på 200 meter frisim.
I juni 2022 vid VM i Budapest tog Winnington guld på 400 meter frisim efter ett lopp på tiden 3.41,22, vilket var den femte snabbaste tiden i grenen genom tiderna. Han var även en del av Australiens kapplag som tog silver på 4×200 meter frisim.
I februari 2024 vid VM i Doha tog Winnington silver på både 400 och 800 meter frisim.